# Leo G. Carroll
Leo G. Carroll (Weedon Bec, 25 oktober 1886 – Hollywood, 16 oktober 1972) was een Brits acteur. Hij is het meest bekend voor zijn bijrollen in enkele films van Alfred Hitchcock en voor de televisieseries Topper, Going My Way en The Man from U.N.C.L.E..

## Biografie

### Vroege leven en theatercarrière
Carroll werd geboren in Weedon Bec als de zoon van William en Catherine Carroll. Zijn Rooms-katholieke ouders vernoemden hem naar de toenmalige paus Leo XIII. In 1897 woonde de familie in York, waar zijn Ierse vader in een winkel werkte. Enkele jaren later trok het gezin naar Londen.
Carroll maakte zijn podiumdebuut in 1912. Tijdens de Eerste Wereldoorlog diende hij in het Britse leger. Na voorstellingen in Londen trok hij naar Broadway in New York. In 1941 speelde hij in Angel Street aan de zijde van Vincent Price en Judith Evelyn, een stuk dat drie jaar liep. Hierna speelde hij ook nog de hoofdrol in The Late George Apley.

### Film en televisie
Zijn filmdebuut maakte hij in 1934 in Sadie McKee. Vaak speelde hij de rol van een dokter of een butler. In 1938 speelde hij de rol van Jacob Marley's geest in A Christmas Carol en in 1939 die van Joseph in Wuthering Heights.

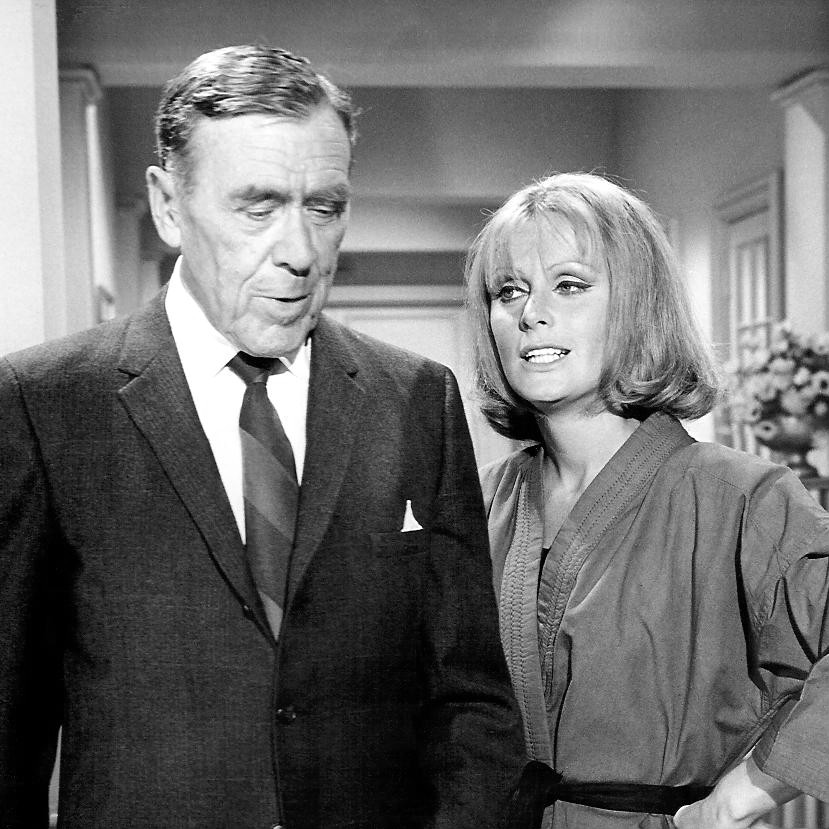
Leo G. Carroll als Alexander Waverly in The Man from U.N.C.L.E., met gastster Diana Hyland.

Hij is misschien het best bekend voor zijn rol in zes Hitchcockfilms: Rebecca (1940), Suspicion (1941), Spellbound (1945), The Paradine Case (1947), Strangers on a Train (1951) en North by Northwest (1959). Enkel actrice Clare Greet speelde in meer Hitchcockfilms. Net als in eerdere rollen speelde hij vaak een dokter of een andere autoritaire figuur zoals de "Professor" in North by Northwest.
Hij speelde ook in enkele televisieseries zoals Topper (1953-1956) en Going My way (1962-1963). De meest bekende serie liep echter van 1964 tot 1968, The Man from U.N.C.L.E., waarin hij Alexander Waverly speelde. Er volgden ook enkele films van de serie en de spin-off  The Girl from U.N.C.L.E. in 1966. Hij was een van de eerste acteurs die hetzelfde personage speelde in twee verschillende series.
Hij overleed in 1972 ten gevolge van een longontsteking, hij leed ook aan kanker.